# Saint-Palais (Pirenei Atlantici)
Saint-Palais (in lingua basca: Donapaleu) è un comune francese di 1 994 abitanti situato nel dipartimento dei Pirenei Atlantici nella regione della Nuova Aquitania.

## Società

### Evoluzione demografica
Abitanti censiti